# Armando Toracca
Armando Toracca (La Spezia, 3 de abril de 1951) fue un piloto de motociclismo italiano, que disputó el Campeonato del Mundo de Motociclismo desde 1971 hasta 1977. Su mejor temporada fue en 1974 cuando acabó noveno en la clasificación general de 500cc.

## Biografía
Comenzó en 1970 en contrarreloj Camucia - Cortona, con una Bultaco 175, ganando la categoría y terminando quinto en la clasificación general. Ese año acabó en el Campeonato Italiano Junior de 250 en el puesto 13.º.
En 1971 hizo su debut entre el Italiano sénior e hizo su debut en la cilindrada de 125cc de Campeonato del Mundo de Motociclismo con la disputa de Gran Premio de las Naciones, teniendo que retirarse por el fallo de su Aermacchi Harley-Davidson Aletta Oro. En el Nacional de 350cc, acabó en el séptimo puesto con la vieja Aermacchi Ala d'Oro. Sus buenas actuaciones atrajeron el interés de Paton, quien confió en el manillar de su máquina de 500cc.
En el medio litro, Toracca corrió con Aermacchi hasta 1975, obteniendo el tercer lugar en el italiano de 1974 y el año siguiente ganó el título nacional de 250 con Yamaha TD y terminó sexto en el Gran Premio de las Naciones, ganando 5 puntos en la clasificación.
La 1975 fue también el año de su ingreso con MV Agusta, sustituyendo a Gianfranco Bonera. Su debut en 500cc tuvo lugar en el Gran Premio de Francia y terminó en cuarto lugar detrás de Phil Read. Toracca participó en otros tres Grandes Premios bajo el estandarte de MV, siempre terminando en cuarto lugar, excepto en Alemania, donde se retiró por problemas mecánicos. Tras recuperarse Bonera, Toracca continuó la temporada como piloto privado, montando una Suzuki-SAIAD de dos cilindros, terminando en el noveno lugar en el Campeonato Mundial del medio litro.
En 1976, fue contratado por el equipo Roberto Gallina, con Marco Lucchinelli como compañero. No muy motivado, Toracca dejará el equipo a mitad de temporada. El siguiente año, nuevamente como privado, anotará en cinco carreras 500 con la Suzuki RG, obteniendo también su único podio en el Campeonato Mundial (el Gran Premio de las Naciones). Sería la última temporada como piloto a tiempo completo. En 1978 Toracca participó en algunas carreras hasta que decidió poner punto final a su carrera.

## Resultados en el Campeonato del Mundo
Sistema de puntuación desde 1969 hasta 1987:
| Posición | 1.º | 2.º | 3.º | 4.º | 5.º | 6.º | 7.º | 8.º | 9.º | 10.º |
| Puntos   | 15  | 12  | 10  | 8   | 6   | 5   | 4   | 3   | 2   | 1    |

### Carreras por año
(Carreras en Negrita indica pole position, Carreras en cursiva indica vuelta rápida)
| Año  | Clase | Moto               | 1      | 2       | 3       | 4       | 5     | 6      | 7     | 8     | 9       | 10      | 11      | 12      | 13    | Pts. | Pos. |
| ---- | ----- | ------------------ | ------ | ------- | ------- | ------- | ----- | ------ | ----- | ----- | ------- | ------- | ------- | ------- | ----- | ---- | ---- |
| 1971 | 125cc | Aermacchi          | AUT -  | GER -   | IOM -   | NED -   | BEL - | DDR -  | CZE - | SWE - | FIN -   |         | NAT Ret | ESP -   |       | 0    | -    |
| 1973 | 350cc | Yamaha             | FRA -  | AUT -   | GER -   | NAT 13  | IOM - | YUG -  | NED - |       | CZE -   | SWE Ret | FIN -   | ESP -   |       | 0    | -    |
| 1973 | 500cc | Paton              | FRA 14 | AUT -   | GER -   |         | IOM - | YUG 13 | NED - | BEL - | CZE -   | SWE -   | FIN -   | ESP -   |       | 0    | -    |
| 1974 | 250cc | Yamaha             |        | GER -   |         | NAT 6   | IOM - | NED -  | BEL - | SWE - | FIN -   | CZE -   | YUG Ret | ESP -   |       | 5    | 28.º |
| 1974 | 350cc | Yamaha             | FRA -  | GER -   | AUT -   | NAT -   | IOM - | NED -  |       | SWE - | FIN -   |         | YUG 10  | ESP -   |       | 1    | 49.º |
| 1974 | 500cc | Paton              | FRA -  | GER -   | AUT Ret | NAT Ret | IOM - | NED -  | BEL - | SWE - | FIN -   | CZE -   |         |         |       | 0    | -    |
| 1975 | 500cc | MV Agusta / Suzuki | FRA 4  |         | AUT 4   | GER Ret | NAT 4 | IOM -  | NED - | BEL - | SWE Ret | FIN Ret | CZE -   |         |       | 24   | 9.º  |
| 1976 | 500cc | Suzuki             | FRA -  | AUT Ret | NAT -   | IOM -   | NED - | BEL -  | SWE - | FIN - | CZE -   | GER -   |         |         |       | 0    | -    |
| 1977 | 500cc | Suzuki             | VEN -  | AUT Ret | GER Ret | NAT 3   |       | FRA 9  |       | NED 9 | BEL 11  | SWE 7   | FIN 8   | CZE Ret | GBR - | 21   | 14.º |